# 库尔托尔
库尔托尔（法語：Courtaoult）是法国奥布省的一个市镇，属于特鲁瓦区（Troyes）埃尔维勒沙泰县（Ervy-le-Châtel）。该市镇2009年时的人口为83人。

## 人口
库尔托尔人口变化图示
| 数据来源：INSEE |